# Concert for George
Concert for George là buổi hòa nhạc được tổ chức tại nhà hát Royal Albert Hall ở Luân Đôn ngày 29 tháng 11 năm 2002 nhằm tưởng niệm 1 năm ngày mất nhạc sĩ, ca sĩ, nhà hoạt động từ thiện George Harrison. Chương trình được tổ chức bởi người vợ góa Olivia cùng con trai Dhani với Eric Clapton và Jeff Lynne đạo diễn âm nhạc. Toàn bộ tiền vé thu về được chuyển vào quỹ Material World Charitable Foundation quản lý bởi gia đình Harrison.
Chương trình được bắt đầu với phần trình diễn âm nhạc Phạn truyền thống được nối tiếp bằng phần âm nhạc Ấn Độ qua giai điệu "My Eyes", trình diễn bởi Anoushka Shankar, con gái của Ravi Shankar. Anoushka Shankar và Jeff Lynne sau đó trình diễn ca khúc "The Inner Light" và sáng tác "Arpan" ("Dâng hiến" trong tiếng Phạn) được Ravi Shankar sáng tác dành riêng cho chương trình.
Các nghệ sĩ khách mời của chương trình bao gồm những người bạn thân trong sự nghiệp âm nhạc của George Harrison (George's band) đã chơi lại các sáng tác nổi tiếng nhất của anh, từ thời kỳ The Beatles cho tới thời kỳ solo sau này.

## George's band
- Eric Clapton – guitar điện và acoustic, đạo diễn âm nhạc.
- Jeff Lynne, Tom Petty, Joe Brown, Albert Lee, Marc Mann, Andy Fairweather-Low, Paul McCartney, Dhani Harrison – guitar điện và acoustic.
- Gary Brooker, Jools Holland, Chris Stainton, Sam Brown, Billy Preston, Paul McCartney – keyboards.
- Dave Bronze, Klaus Voormann – bass.
- Ringo Starr, Jim Keltner, Jim Capaldi, Henry Spinetti – trống.
- Ray Cooper, Emil Richards, Jim Capaldi – định âm.
- Jim Horn – tenor saxophone.
- Tom Scott – alto saxophone.
- Katie Kissoon, Tessa Niles, Sam Brown – hát nền.
- Anoushka Shankar – sitar.

## Phim
Bộ phim Concert for George do David Leland thực hiện vào năm 2003 ghi lại toàn bộ buổi trình diễn tại Royal Albert Hall ngày 29 tháng 11 năm 2002. 12 máy quay đã được bố trí ở những góc khác nhau để ghi hình chương trình.
Bộ phim được phát hành chính thức vào ngày 3 tháng 10 năm 2003 tại Los Angeles và New York, và sau đó tại Anh vào ngày 10 tháng 10. Sau khi ra mắt ở định dạng DVD vào tháng 11, Concert for George liền giành Giải Grammy cho Phim âm nhạc Xuất sắc nhất vào năm 2005. Ấn bản DVD này bao gồm 2 DVD với đĩa đầu tiên là ấn bản biên tập của Leland, còn đĩa thứ hai là toàn bộ buổi hòa nhạc không chỉnh sửa. Sau đó, bộ phim được phát hành dưới định dạng Blu-ray vào ngày 22 tháng 3 năm 2012. Concert for George có được điểm số 82/100 trên trang Metacritic với phụ chú "thành công toàn cầu".

### Chứng chỉ
| Quốc gia                                  | Chứng nhận   | Số đơn vị/doanh số chứng nhận |
| ----------------------------------------- | ------------ | ----------------------------- |
| Úc (ARIA)                                 | 5× Bạch kim  | 75.000^                       |
| Canada (Music Canada)                     | 3× Bạch kim  | 30.000^                       |
| Anh Quốc (BPI)                            | Bạch kim     | 50.000^                       |
| Hoa Kỳ (RIAA)                             | 10× Bạch kim | 1.000.000^                    |
| ^ Chứng nhận dựa theo doanh số nhập hàng. |              |                               |